# Truita de riu
|  | Aquest article tracta sobre la truita de riu com a grup parafilètic. Si cerqueu la truita de riu autòctona dels Països Catalans entre altres llocs, vegeu «truita comuna». |

La truita és el nom comú donat diverses espècies de peixos de muntanya que pertanyen a la família Salmonidae. Totes les truites són membres de la subfamília Salmoninae, tot i que conformen un grup parafilètic dins d'aquesta. El nom s'usa comunament per a les espècies en tres dels set gèneres de la subfamília: Salmo, que inclou les espècies atlàntiques; Oncorhynchus, que inclou espècies del Pacífic; i Salvelinus, que inclou els peixos anomenats char o charr. Salmo trutta és l'espècie oriünda dels Països Catalans com a mínim des de la darrera glaciació, habitant a les capçaleres dels rius de muntanya. El seu hàbitat són els rius d'aigües fredes i oxigenades, i per això és particularment abundant als rius i estanys pirinencs. Està classificada com a peix blau.

## Hàbitat

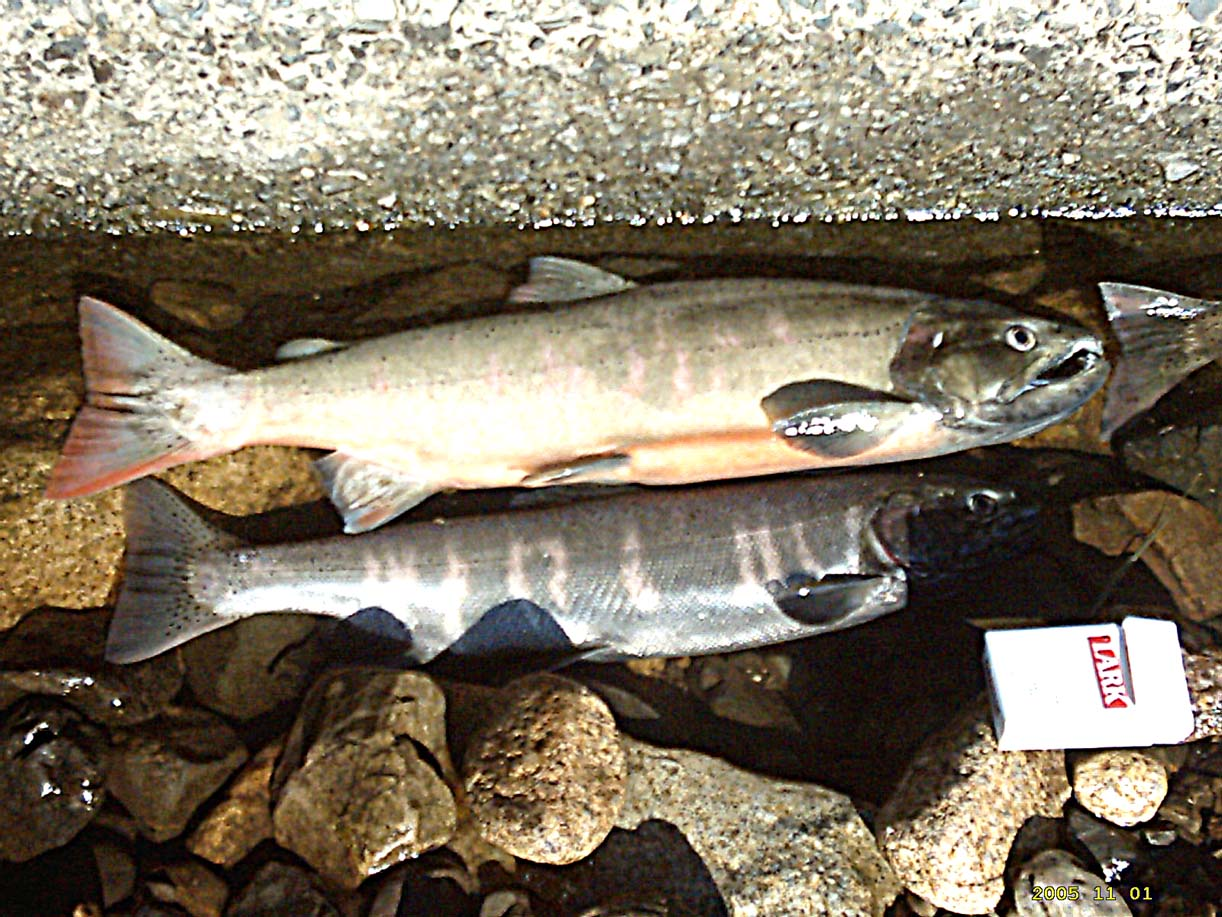
salmó Biwa, Oncorhynchus masou rhodurus

Les truites es troben en corrents d'aigües ràpides fredes de les capçaleres de les serres i en llacs de muntanya, tot i que moltes disposen de formes anàdromes. Es distribueixen de manera natural arreu de la zona paleàrtica: Nord-amèrica, nord d'Àsia i Europa. Durant el segle xix, moltes espècies de truita foren introduïdes a Austràlia i Nova Zelanda per aficionats a la pesca desplaçant i posant en perill d'extinció diverses espècies endèmiques. Les espècies introduïdes inclogueren la truita comuna de les Illes Britàniques i la truita d'arc de sant Martí provinent de Califòrnia, probablement d'uns pocs exemplars de Sonoma Creek. La truita arc de Sant Martí a Nova Zelanda mostra el mateix comportament de remuntar els rius per a fresar. La truita generalment s'alimenta d'invertebrats tous com els cucs, o d'insectes i crustacis, encara que les espècies més grosses de truita marró o cafè mengen altres peixos.

## Anatomia
Les truites tenen aletes sense espines, i totes elles tenen una petita aleta adiposa al llarg del llom fins a prop de la cua. Hi ha moltes espècies, i moltes poblacions que estan aïllades unes de les altres i que presenten diferències morfològiques. Tot i això, aquestes diversitat tipològica no es reflecteix en diferències genètiques, pel que els ictiòleg no consideren tantes espècies com tipus.

## Distribució als EUA
La truita trobada a l'est de Nord-amèrica oriental EUA són un bon exemple d'això. La truita de rierol, la truita aurora, i l'extinta truita argentada, tenen totes elles coloracions i característiques físiques que les distingeixen, tot i així l'anàlisi genètica mostra que són una única espècie, Salvelinus fontinalis.
La truita de llac (Salvelinus namaycush), com la truita de rierol, de fet pertany al gènere char. La truita de llac habita molts dels llacs més grans a Nord-amèrica, i viuen molt més temps que la truita d'arc de Sant Martí, que té una esperança de vida màxima de 7 anys. La truita de llac pot viure diverses dècades, i pot créixer a més de 30 kg (66 lliures).

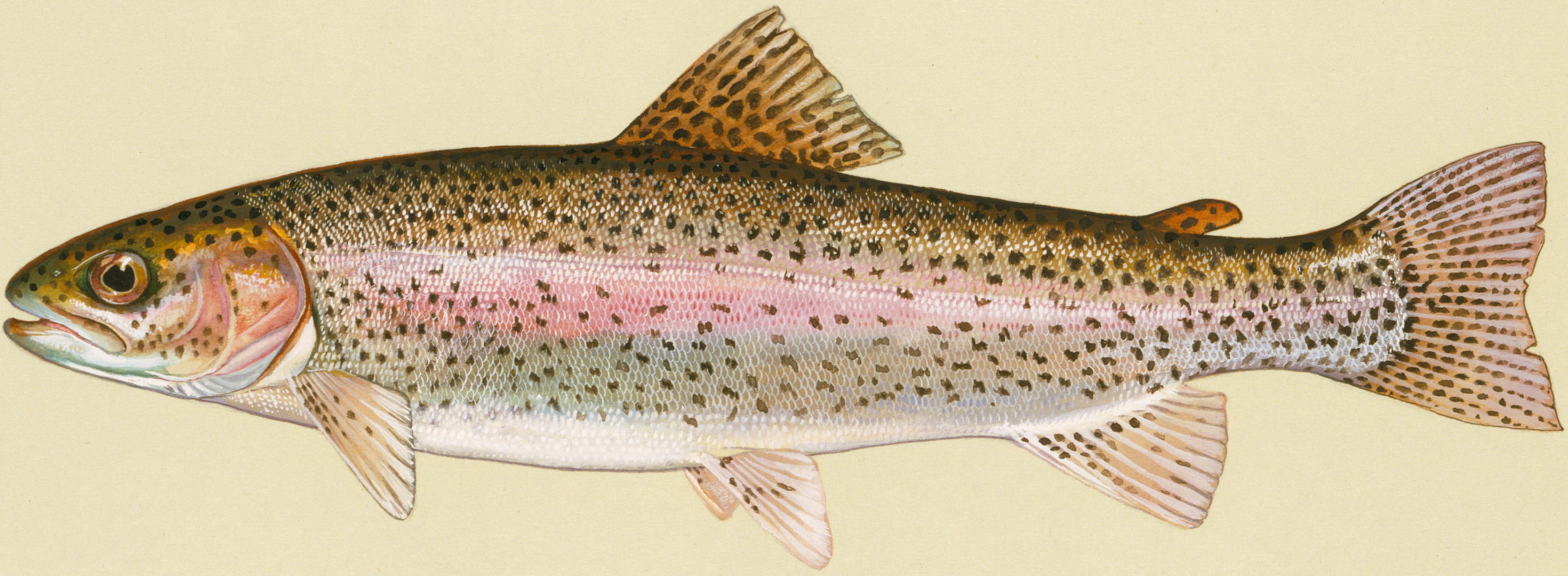
Dibuix de truita arc iris, Oncorhynchus mykiss

Les truites s'alimenten generalment d'invertebrats aquàtics de cos tou, com mosques, efímeres, tricòpters, plecòpters i libèl·lules. Als llacs, diverses espècies de zooplàncton sovint en formen una gran part del règim. En general, les truites més llargues de 30 cm depreden gairebé exclusivament d'altres peixos, quan són disponibles. Les truites adultes poden devorar peixos que n'excedeixen en un terç la seva llargada.
La carn es considera generalment gustosa. Addicionalment, els pescadors aficionats aprecien aquests peixos perquè oposen una forta resistència. A causa d'aquesta popularitat, hom allibera sovint truites de piscifactoria per a mantenir les poblacions en rius molt explotats, a fi d'emmascarar-ne la sobrepesca. Encara que es poden agafar amb canya de pesca, la pesca de mosca és un mètode distintiu desenvolupat originalment per a pescar la truita, i que s'ha estès a altres espècies. La truita cultivada i la char són també venudes comercialment com a marisc.
Truites que viuen en ambients diferents poden adquirir patrons de coloració molt diferents, també. Aquests colors i dibuixos formen un camuflatge que es confon amb el medi, i que canvia quan el peix es mou a altres hàbitats. Les truites que faci poc que hagin retornat del mar poden semblar més platejades, mentre que el mateix peix vivint en un corrent petit o en un llac alpí podria tenir pronunciats marcatges i una coloració més vívida. És virtualment impossible definir un patró de color particular com pertànyer a un llinatge específic; tanmateix, en general, s'afirma que els peixos salvatges tenen colors més vius i més diversitat de marques.
La truita cutthroat té 14 (depenent de les fonts) subespècies reconegudes, com ara la Lahontan cutthroat trout, Oncorhynchus clarki henshawi, Bonneville cutthroat trout, Oncorhynchus clarki utah, Colorado River cutthroat trout, Yellowstone cutthroat trout.

## Classificació científica del grup
La família Salmonidae inclou tres gèneres i una vintena d'espècies (2007):
- Gènere Salmo
  - Adriatic trout, Salmo obtusirostris
  - Truita de riu, Salmo trutta diverses varietats naturals.
    - Marmorata, Truita del Riu Soca o truita Soča, Salmo trutta marmoratus

  - Flathead trout, Salmo platycephalus
  - Truita d'Ohrid, Salmo letnica
  - Truita de Sevan, Salmo ischchan
- Gènere Oncorhynchus
  - Truita arc de Sant Martí (Oncorhynchus mykiss)
  - Apache trout, Oncorhynchus apache
  - Seema, Oncorhynchus masou
  - Cutthroat trout, Oncorhynchus clarki
  - Gila trout, Oncorhynchus gilae
  - Golden trout, Oncorhynchus aguabonita
  - Truita Daurada Mexicana, Oncorhynchus chrysogaster i fins a vuit altres espècies o sub-espècies al nord-oest de Mèxic, sense nom formal.
- Gènere Salvelinus, char o charr.
  - Arctic char, Salvelinus alpinus
  - Truita de rierol (Salvelinus fontinalis)
    - Truita Aurora, Salvelinus fontinalis timagamiensis
    - Truita platejada, † Salvelinus fontinalis agassizi (extinta)

  - Bull trout, Salvelinus confluentus
  - Truita Dolly Varden, Salvelinus malma
  - Truita Lake, Salvelinus namaycush